# Трубецкой, Никита Петрович
Князь Ники́та Петро́вич Трубецко́й  (1804—1855) — единокровный брат декабристов С. П. Трубецкого и П. П. Трубецкого, известный благодаря классическому портрету Ореста Кипренского (1826).
В течение жизни имел не самые значительные чины и звания: отставной поручик, чиновник Коллегии иностранных дел, камер-юнкер, церемониймейстер.

## Биография
Родился 6 (18) августа 1804 года в семье действительного статского советника Петра Сергеевича Трубецкого (старшая ветвь князей Трубецких) и его второй жены Марии Петровны, урождённой Кроминой. Имя получил в честь прадеда, князя Никиты Юрьевича.
Двенадцати лет лишился отца, после чего мать всецело посвятила себя воспитанию сына и устройству имения Трубецких в Нижегородской губернии. По словам её приятельницы Е. П. Яньковой
Сын вырос, и мать была им утешена: он вышел хороший человек, к матери почтительный, и по ее желанию женился довольно молодым на весьма достойной и умной девице, на фрейлине Нелидовой, которая на несколько лет была старше его. Они жили согласно.
2 апреля 1823 года Трубецкой поступил из камер-пажей в кавалергардский полк корнетом. В сентябре 1825 года вступил в брак с племянницей, наследницей и воспитанницей Екатерины Нелидовой, фрейлиной Александрой Александровной. В возрасте 22 лет позировал для портрета Ореста Кипренского в парадном мундире кавалергардского полка.
21 января 1827 года уволен от службы «по болезни» в чине поручика, а 22 июля того же года определён в иностранную коллегию и пожалован камер-юнкером. В 1830 году произведён в титулярные советники и 13 мая 1832 года, уволен по прошению в отставку. 27 ноября 1838 года вновь определён на службу в Почтовый департамент.
В доме четы Трубецких не раз обедал А. С. Пушкин. На князя Никиту перевёл заёмное письмо поэта его приятель С. А. Соболевский. «Ты перевёлся на Трубецкого, а он терпел, терпел целый месяц, — а как стало невтерпёж, пристал ко мне внезапно: давай денег!» — пенял Пушкин Соболевскому в ноябре 1827 года.
В 1839 году произведён в коллежские асессоры и пожалован придворным званием «в должности церемониймейстера». В 1842 году произведён в надворные советники. В 1843 году причислен к Министерству внутренних дел. С июня 1844 по сентябрь 1846 Трубецкой был командирован в Нижегородскую губернию для описания её в статистическом отношении.
В 1847 году произведён в коллежские советники. 8 октября 1849 года пожалован чином церемониймейстера, в 1852 году назначен членом Капитула орденов. В 1853 году был награждён орденом Святой Анны 2-й степени.
Скончался 30 января 1855 года. Был похоронен в Твери в женском Христорождественском монастыре.

## Семья
Жена (с 9 сентября 1825 года) — Александра Александровна Нелидова (07.01.1807—10.12.1866), любимая племянница царской фаворитки, дочь премьер-майора Александра Ивановича Нелидова от брака с Анной Михайловной Рачинской. Воспитывалась в Смольном институте, который окончила в 1824 году с шифром. Сразу после выпуска была назначена фрейлиной и вскоре вышла замуж за князя Трубецкого. Венчание состоялось в придворной церкви Зимнего дворца, и «жили супруги весьма согласно». По отзыву современников, княгиня была достойная и умная женщина. Вместе с мужем была знакома с Пушкиным и дружна с П. Вяземским, который писал о ней: «Трубецкая очень милая бабёнка, а в нескольких шагах и красавица, но вблизи видишь, что она ряба». Умерла от чахотки в Ницце. В браке имела детей:
- Пётр Никитич (1826—1880) — женат на княжне Елизавете Эсперовне Белосельской-Белозерской (1834—1907).
- Сергей Никитич (1829—1899) — обер-гофмаршал, глава Императорского Эрмитажа.
- Екатерина Никитична (1831—1918) — супруга князя Павла Васильевича Голицына (1822—1871), сына князя В. С. Голицына.
- Александра Никитична (1836—13.04.1891) — с 1861 года супруга князя Ивана Михайловича Голицына (1835—1896), гофмейстера, сына М. Ф. Голицына. Их брак заключённый по любви, впоследствии был несчастным, супруги жили врозь. Умерла от чахотки в Ницце, похоронена там же на русском кладбище.